# Матіас Корухо
Матіас Корухо (ісп. Mathías Corujo, нар. 8 травня 1986, Канелонес) — уругвайський футболіст, захисник клубу «Універсідад де Чилі».
Виступав, зокрема, за клуби «Монтевідео Вондерерс» та «Серро Портеньйо», а також національну збірну Уругваю.

## Клубна кар'єра
Народився 8 травня 1986 року в місті Канелонес. Вихованець футбольної школи клубу «Монтевідео Вондерерс». Професійну футбольну кар'єру розпочав 2006 року в основній команді того ж клубу, в якій провів чотири сезони, взявши участь у 82 матчах чемпіонату.  Більшість часу, проведеного у складі «Монтевідео Вондерерс», був основним гравцем захисту команди.
Протягом 2010—2011 років захищав кольори команди клубу «Пеньяроль».
Своєю грою за останню команду привернув увагу представників тренерського штабу клубу «Серро Портеньйо», до складу якого приєднався 2011 року. Відіграв за команду з Асунсьйона наступні три сезони своєї ігрової кар'єри. Граючи у складі «Серро Портеньйо» також здебільшого виходив на поле в основному складі команди.
До складу клубу «Універсідад де Чилі» приєднався 2014 року. Відтоді встиг відіграти за команду із Сантьяго 58 матчів в національному чемпіонаті.

## Виступи за збірну
2014 року дебютував в офіційних матчах у складі національної збірної Уругваю. Наразі провів у формі головної команди країни 15 матчів, забивши 1 гол.
У складі збірної був учасником розіграшу Кубка Америки 2015 року у Чилі, розіграшу Кубка Америки 2016 року в США.

## Титули і досягнення
- Чемпіон Парагваю (2):

«Серро Портеньйо»: 2012 (Апертура) та 2013 (Клаусура)
- Чемпіон Чилі (1):

«Універсідад де Чилі»: 2014/15К
- Чемпіон Уругваю (2):

«Пеньяроль»: 2017, 2018
- Володар кубка Чилі (1):

«Універсідад де Чилі»: 2015
- Володар суперкубка Чилі (1):

«Універсідад де Чилі»: 2015
- Володар суперкубка Уругваю (1):

«Пеньяроль»: 2018